# Rachael Leigh Cook
Rachael Leigh Cook (Mineápolis, Minnesota; 4 de octubre de 1979) es una actriz y modelo estadounidense. Es más conocida por sus papeles como protagonista en las películas She's All That (1999), Josie and the Pussycats (2001), y las series de televisión Into the West y Perception, además de ser la voz detrás de varios personajes en Robot Chicken y de Tifa Lockhart en la versión inglesa del videojuego Final Fantasy VII: Advent Children.

## Carrera
Rachael Leigh Cook debutó como actriz en 1995 a la edad de 15 años en la película The Baby-Sitters Club, basada en la serie de libros homónima de Ann M. Martin. Su segundo papel cinematográfico fue en Tom and Huck, donde interpretó a Rebecca "Becky" Thatcher. En 1996, su agencia de modelos le consiguió un papel para un cortometraje, 26 Summer Street. En ese mismo año, participó en la película Carpool como uno de los personajes principales. En 1997, interpretó a una víctima de violación en Country Justice, un drama que le dio mayor visibilidad.
A nivel nacional, su fama creció en 1998 cuando apareció en el anuncio de televisión Este es tu cerebro en las drogas, donde destruía una cocina mientras enumeraba las consecuencias negativas de la heroína.
En 1999, Cook protagonizó el inesperado éxito de taquilla She's All That, una comedia romántica que adapta la obra de teatro Pygmalion de George Bernard Shaw, la película más exitosa económicamente de su carrera. En 2000, protagonizó The Bumblebee Flies Anyway, una película bien recibida por la crítica, junto a Elijah Wood. En 2001, protagonizó Josie and the Pussycats, que fracasó en la taquilla, pero más tarde se convertiría en una película de culto.
En la década de 2000, se concentró en películas independientes y se la empezó a conocer como la "Reina indie", similar a la actriz Parker Posey. También formó parte del elenco principal en la miniserie Into the West (2005), producida por Steven Spielberg.
En 2000, fue portada de la revista FHM en su número inaugural, y apareció en el video musical de Dressed to Kill de New Found Glory y Love Lately de Daniel Powter. En 2002, la revista Stuff la incluyó en su lista de las "102 mujeres más atractivas del mundo" en el puesto 26.
Cook prestó su voz a Chelsea Cunningham en la serie animada Batman Beyond y en la película Batman Beyond: Return of the Joker. También fue la voz de Tifa Lockhart en los videojuegos Kingdom Hearts II, Dirge of Cerberus: Final Fantasy VII y Dissidia 012 Final Fantasy, además de la película Final Fantasy VII: Advent Children. Su más reciente participación como actriz de voz fue en el videojuego Yakuza.
Es dueña de la compañía de producción Ben Sister Productions, nombrada en honor a su hermano menor, Ben Cook. Después de un tiempo alejada de los reflectores, Cook regresó al cine y la televisión con nuevos proyectos. En 2007, participó en la adaptación cinematográfica de Nancy Drew y en el drama deportivo The Last Season.
Ha aparecido en varios episodios de Robot Chicken y Titan Maximum, dos comedias animadas creadas por Seth Green. En 2008, participó como actriz invitada en la serie Psych y en el programa Ghost Whisperer.
En 2010, firmó para protagonizar el piloto de Nirvana, una comedia de Fox TV. Ese mismo año, participó en Vampire, la película de terror dirigida por Shunji Iwai.
En 2011, le prestó su voz a Jaesa Willsaam en el videojuego Star Wars: The Old Republic. En 2012, protagonizó la serie criminal Perception en TNT y participó en la película independiente Broken Kingdom, dirigida por su esposo, Daniel Gillies.
En 2020, participó en la película Amor garantizado, y en 2021 apareció en el remake de She's All That, titulado He's All That, donde interpretó el personaje de Anna Sawyer. En 2023, participó en la comedia romántica Guía de viaje hacia el amor.

## Servicio público
En 2011 fue seleccionada por la administración Obama como Campeona del Cambio para la Educación Artística.
En junio de 2012, comenzó a otorgar pequeñas becas a estudiantes entre las edades de 14 y 19 años. La beca ayuda a pagar por clases de carreras, programas de tutoría y otras cuotas escolares.

## Vida personal
Rachael Leigh Cook se casó con el actor Daniel Gillies en agosto de 2004, cuando aun no hacía un año que salían juntos. Tienen dos hijos juntos, su hija Charlotte Easton Gillies (nacida en septiembre de 2013) y su hijo Theodore Vigo Sullivan Gillies (nacido en abril de 2015). La pareja anunció su separación el 13 de junio de 2019.

## Filmografía

### Cine, televisión y videojuegos
| Año       | Título                             | Personaje                      | Observaciones                           |
| --------- | ---------------------------------- | ------------------------------ | --------------------------------------- |
| 1995      | The Baby-Sitters Club              | Mary Anne Spier                |                                         |
| 1995      | Tom and Huck                       | Rebecca "Becky" Thatcher       |                                         |
| 1996      | Carpool                            | Kayla                          |                                         |
| 1996      | 26 Summer Street                   | La chica                       |                                         |
| 1997      | True Women                         | Georgia Lawshe de joven        |                                         |
| 1997      | The House of Yes                   | Jacqueline "Jackie-O" de joven | Rol menor                               |
| 1997      | Country Justice                    | Emma                           |                                         |
| 1998      | The Eighteenth Angel               | Lucy Stanton                   | Directo a vídeo                         |
| 1998      | The Hairy Bird                     | Abigail 'Abby' Sawyer          |                                         |
| 1998      | The Naked Man                      | Delores                        |                                         |
| 1998      | Dawson's Creek                     | Devon                          | Rol invitado (temporada 2; episodio 13) |
| 1999      | The Bumblebee Flies Anyway         | Cassie                         |                                         |
| 1999      | She's All That                     | Laney Boggs                    | Protagonista                            |
| 2000      | Get Carter                         | Doreen Carter                  |                                         |
| 2000      | Batman Beyond: Return of the Joker | Chelsea Cunningham             | Voz                                     |
| 2001      | Texas Rangers                      | Caroline Dukes                 |                                         |
| 2001      | Josie and the Pussycats            | Josie McCoy                    |                                         |
| 2001      | Blow Dry                           | Christina Robertson            |                                         |
| 2001      | AntiTrust (Conspiración en la red) | Lisa Calighan                  |                                         |
| 2002      | 29 Palms                           | La camarera                    | Directo a vídeo                         |
| 2002      | Sex Trouble: Caprichos del destino | Jenny Kelley                   |                                         |
| 2003      | 11:14                              | Cheri                          |                                         |
| 2003      | Bookies                            | Hunter                         |                                         |
| 2003      | Esto no es un atraco               | Shmally                        | Lanzamiento limitado                    |
| 2003      | The Big Empty                      | Ruthie                         |                                         |
| 2003      | Tempo                              | Jenny Travile                  | Directo a vídeo                         |
| 2004      | Stateside                          | Dori Lawrence                  |                                         |
| 2004      | My First Wedding                   | Vanessa                        |                                         |
| 2005      | Into the West                      | Clara Wheeler                  | Miniserie                               |
| 2005      | Las Vegas                          | Penny Posin                    |                                         |
| 2005      | Final Fantasy VII: Advent Children | Tifa Lockhart                  | Papel de voz                            |
| 2006      | Kingdom Hearts II                  | Tifa Lockhart                  | Papel de voz                            |
| 2007      | The Final Season                   | Polly Hudson                   |                                         |
| 2007      | Matters of Life and Death          | Emily Jennings                 |                                         |
| 2007      | Blonde Ambition                    | Haley                          |                                         |
| 2007      | Nancy Drew                         | Jane Brighton                  |                                         |
| 2008      | Psych                              | Abigail Lightar                | Temporada 3; episodio 2                 |
| 2008      | Ghost Whisperer                    | Grace Adams                    | Temporada 4; episodio 2                 |
| 2008      | Falling Up                         | Caitlin O'Shea                 | Directo a DVD                           |
| 2008      | Bob Funk                           | Ms. Thorne                     | Directo a DVD                           |
| 2008      | The Lodger                         | Amanda Manning                 | Directo a vídeo bajo demanda            |
| 2012      | Broken Kingdom                     | Marilyn                        | Directo a DVD                           |
| 2012      | First Kiss                         | Samantha                       | Cortometraje                            |
| 2012-2015 | Perception                         | Kate Moretti                   | Papel principal                         |
| 2013      | Team Unicorn                       | Rachel Leigh Cook              | Episodio: "The UniCorps Wants You!"     |
| 2014      | Red Sky                            | Karen Brooks                   | Directo a DVD                           |
| 2016      | Summer Love                        | Maya Sulliway                  | Película para televisión                |
| 2016      | Autumn in the Vineyard             | Frankie Baldwin                | Película para televisión                |
| 2017      | A Midsummer Night's Dream          | Hermia                         |                                         |
| 2020      | Amor garantizado                   | Susan Withaker                 |                                         |
| 2021      | He's all that                      | AnnaSawyer                     |                                         |
| 2021      | Tis the Season To Be Merry         | Merry Rozelle                  | Película para televisión; Hallmark      |
| 2023      | Guía de viaje hacia el amor        | Amanda Riley                   | Romance/Comedia                         |

## Premios y nominaciones
| Año  | Premiación                                               | Categoría                                                      | Trabajo nominado        | Resultado |
| ---- | -------------------------------------------------------- | -------------------------------------------------------------- | ----------------------- | --------- |
| 1997 | YoungStar Award                                          | Best Performance by a Young Actress in a Comedy Film           | Tom and Huck            | Nominada  |
| 1999 | YoungStar Awards                                         | Best Performance by a Young Actress in a Comedy Film           | She's All That          | Ganadora  |
| 1999 | MTV Movie Awards                                         | Best Breakthrough Female Performance                           | She's All That          | Nominada  |
| 1999 | MTV Movie Awards                                         | Best On-Screen Duo (compartido con: Freddie Prinze Jr.)        | She's All That          | Nominada  |
| 1999 | Teen Choice Awards                                       | Film - Sexiest Love Scene (compartido con: Freddie Prinze Jr.) | She's All That          | Ganadora  |
| 1999 | Teen Choice Awards                                       | TV - Breakout Performance                                      | Dawson's Creek          | Nominada  |
| 2000 | Santa Monica Film Festival                               | Best Actress                                                   | The Hi-Line             | Ganadora  |
| 2000 | Kids' Choice Awards                                      | Favorite Movie Couple (compartido con: Freddie Prinze Jr.)     | She's All That          | Ganadora  |
| 2000 | Blockbuster Entertainment Awards                         | Favorite Actress - Newcomer (Internet Only)                    | She's All That          | Ganadora  |
| 2000 | New York International Independent Film & Video Festival | Best Actress                                                   | Sally                   | Ganadora  |
| 2001 | Young Hollywood Awards                                   | Superstar of Tomorrow - Female                                 | Ella misma              | Ganadora  |
| 2001 | Teen Choice Awards                                       | Film - Choice Actress                                          | Josie and the Pussycats | Nominada  |
| 2006 | Western Heritage Awards                                  | Television Feature Film (Shared with cast)                     | Into the West           | Ganadora  |